# Værker af Franz Schubert (D 501 – D 998)
Dette er en liste over værker af den østrigske komponist Franz Schubert ordnet efter D-numrene i en opdateret udgave af Otto Erich Deutschs kronologiske katalog over Schuberts værker.
Af pladshensyn er listen fordelt på to artikler. Dette er den anden halvdel; den første halvdel findes som Værker af Franz Schubert (D 1 – D 500).

## D 501 – D 550
- D 501 Lieden "Zufriedenheit"
- D 502 "Herbstlied"
- D 503 "Mailied" (ikke udgivet)
- D 504 Lieden "Am Grabe Anselmos", opus 6, nr. 3
- D 505 Adagio i Des-dur for klaver
- D 506 Rondo i E-dur for klaver
- D 507 Lieden "Skolie"
- D 508 "Lebenslied"
- D 509 Lieden "Leiden der Trennung"
- D 510 Lieden "Vedi, quanto adoro" (fra Metastasios "Didone abbandonata")
- D 511 Écossaise i Es-dur for klaver
- D 512 Lieden "Der Leidende"; også kaldt "Klage" (anden version; første version er D 432) (ikke udgivet)
- D 513 Kvartetten "La Pastorella" for mandskor
- D 514 Lieden "Die abgeblühte Linde", opus 7, nr. 1
- D 515 Lieden "Der Flug der Zeit", opus 7, nr. 2
- D 516 Lieden "Sehnsucht", opus 8, nr. 2
- D 517 Lieden "Der Schäfer und der Reiter", opus 13, nr. 1
- D 518 Lieden "An den Tod"
- D 519 Lieden "Die Blumensprache"
- D 520 Lieden "Frohsinn"
- D 521 "Jagdlied", lied med korakkompagnement
- D 522 Lieden "Die Liebe"
- D 523 Lieden "Trost"
- D 524 Lieden "Der Alpenjäger", opus 13, nr. 3
- D 525 Lieden "Wie Ulfru fischt", opus 21, nr. 3
- D 526 Lieden "Fahrt zum Hades"
- D 527 "Schlaflied", opus 24, nr. 2
- D 528 Lieden "La pastorella al prato"
- D 529 Otte écossaises for klaver
- D 530 Lieden "An eine Quelle"
- D 531 Lieden "Der Tod und das Mädchen", opus 7, nr. 3
- D 532 "Das Lied vom Reifen"
- D 533 Lieden "Täglich zu singen"
- D 534 Lieden "Die Nacht"
- D 535 "Lied" – lied med akkompagnement for lille orkester
- D 536 Lieden "Der Schiffer", opus 21, nr. 2
- D 537 Klaversonate nr. 4 i a-mol, opus posthumt 164
- D 538 Kvartetten "Gesang der Geister über den Wassern" (andre bearbejdelser tæller D 484, 704, 705 og 714)
- D 539 Lieden "Am Strome", opus 8, nr. 4
- D 540 Lieden "Philoktet"
- D 541 Lieden "Memnon", opus 6, nr. 1
- D 542 Lieden "Antigone und Oedip", opus 6, nr. 2
- D 543 Lieden "Auf dem See"
- D 544 Lieden "Ganymed", opus 19, nr. 3
- D 545 Lieden "Der Jüngling und der Tod"
- D 546 Lieden "Trost im Liede"
- D 547 Lieden "An die Musik" (findes i to versioner)
- D 548 Lieden "Orest auf Tauris"
- D 549 Lieden "Mahomets Gesang" (første version; anden version er D 721)
- D 550 Lieden "Die Forelle", opus 32 (findes i fem versioner)

## D 551 – D 600
- D 551 Lieden "Pax vobiscum"
- D 552 Lieden "Hänflings Liebeswerbung", opus 20, nr. 3
- D 553 Lieden "Auf der Donau", opus 21, nr. 1
- D 554 Lieden "Uraniens Flucht"
- D 555a Lied uden titel eller tekst
- D 556 Ouverture i D-dur for orkester
- D 557 Klaversonate nr. 5 i As-dur
- D 558 Lieden "Liebhaber in allen Gestalten"
- D 559 "Schweizerlied"
- D 560 Lieden "Der Goldschmiedsgesell"
- D 561 Lieden "Nach einem Gewitter"
- D 562 "Fischerlied"
- D 563 Lieden "Die Einsiedelei" (anden version; første version er D 393; for kvartet D 337)
- D 564 Lieden "Gretchens Bitte"
- D 565 Lieden "Der Strom"
- D 566 Klaversonate nr. 6 i e-mol
- D 567 Klaversonate i Des-dur (første version af Klaversonate nr. 7 i Es-dur, D 568)
- D 568 Klaversonate nr. 7 i Es-dur (for trio D 593)
- D 569 Lieden "Das Grab"
- D 570 Scherzo i D-dur og fragment af Allegro i fis-mol for klaver
- D 571 Allegro i fis-mol for klaver (ufuldendt sonate)
- D 572 "Lied im Freien" for kor
- D 573 Lieden "Iphigenia"
- D 573a Øvelse i notation
- D 574 Sonate i A-dur for violin og klaver, opus 162
- D 575 Klaversonate nr. 9 i B-dur, opus posthumt 147
- D 576 13 variationer i a-mol for klaver over et tema af Anselm Hüttenbrenner
- D 577 Lieden "Die Entzückung an Laura" (anden version; første version er D 390) (to fragmenter)
- D 578 Lieden "Abschied"; også kaldt "Abschied von einem Freunde"
- D 579 Lieden "Der Knabe in der Wiege (Wiegenlied)"
- D 580 Polonæse i B-dur for violin og lille orkester
- D 581 Trio i B-dur for strygere
- D 582 Lieden "Augenblicke im Elysium" (gået tabt)
- D 583 Lieden "Gruppe aus dem Tartarus", opus 24, nr. 1
- D 583 Lieden "Gruppe aus dem Tartarus" (anden version)
- D 584 Lieden "Elysium"
- D 585 Lieden "Atys"
- D 586 Lieden "Erlafsee", opus 8, nr. 3
- D 587 Lieden "An den Frühling"
- D 588 Lieden "Der Alpenjäger"
- D 589 Symfoni nr. 6 i C-dur ("Den Lille")
- D 590 Ouverture (i italiensk stil) i D-dur for orkester
- D 591 Ouverture (i italiensk stil) i C-dur for orkester
- D 592 Ouverture i D-dur for klaverduet
- D 593 To scherzoer (i B-dur og Des-dur) for klaver (bearbejdelse af D 590)
- D 594 Lieden "Der Kampf"
- D 595 Lieden "Thekla"
- D 596 "Lied eines Kindes"
- D 597 Ouverture i C-dur for klaverduet
- D 597a Variationer i A-dur for violinsolo (skitser) (gået tabt)
- D 598 "Das Dörfchen", lied for mandskor (skitse)
- D 598a Øvelser (ikke trykt)
- D 599 Fire polonæser for klaverduet
- D 600 Menuet i cis-mol

## D 601 – D 650
- D 601 Strygekvartet i B-dur (fragment; 32 takter) (ikke trykt)
- D 602 Tre marcher for klaverduet, opus 27; udgivet som "Trois Marches héroiques"
- D 603 Introduktion og variationer over et originaltema i B-dur for klaverduet (tvivlsom; se D 968a)
- D 604 Andante i A-dur for klaver
- D 605 Fantasi i C-dur for klaver (fragment)
- D 606 March i E-dur for klaver
- D 607 "Evangelium Johannes" for sopran og generalbas
- D 608 Rondo i D-dur for klaverduet
- D 609 Kvartetten "Lebenslust"
- D 610 Trio i E-dur for klaver (til en forsvunden menuet, muligvis D 600)
- D 611 Lieden "Auf der Riesenkoppe"
- D 612 Adagio i E-dur for klaver
- D 613 To satser af en klaversonate i C-dur (fragment)
- D 614 Lieden "An den Mond in einer Herbstnacht"
- D 615 Symfoniskitse i D-dur (ikke trykt)
- D 616 Lieden "Grablied für die Mutter"
- D 617 Sonate i B-dur for klaverduet, opus 30
- D 618 "Deutscher Tanz" med to trioer og coda, to "Deutsche Tänze" for klaverduet
- D 618a Polonæser for klaverduet (skitser) (ikke trykt)
- D 619 Sangøvelser for to stemmer med generalbas
- D 620 Lieden "Einsamkeit"
- D 621 "Deutsche Trauermesse" for fire stemmer og orgel (oprindeligt udgivet i Ferdinand Schuberts navn)
- D 622 Lieden "Der Blumenbrief"
- D 623 Lieden "Das Marienbild"
- D 624 Otte variationer i e-mol for klaver over en fransk sang, opus 10
- D 625 Klaversonate nr. 11 i f-mol for klaver (ufuldendt)
- D 626 Lieden "Blondel zu Marien"
- D 627 Lieden "Das Abendrot"
- D 628 Lieden "Sonett I"
- D 629 Lieden "Sonett II"
- D 630 Lieden "Sonett III"
- D 631 Lieden "Blanka"
- D 632 Lieden "Vom Mitleiden Maria"
- D 633 Lieden "Der Schmetterling"
- D 634 Lieden "Die Berge"
- D 635 Kvartetten "Ruhe"
- D 636 Lieden "Sehnsucht"
- D 637 Lieden "Hoffnung"
- D 638 Lieden "Der Jüngling am Bache"
- D 639 Lieden "Widerschein"
- D 640 To Ländler (ikke udgivet)
- D 641 Kvartetten "Das Dörfchen", opus 11, nr. 1
- D 642 Korværket "Das Feuerwerk"
- D 643 "Deutscher Tanz" i cis-mol og écossaise i Des-dur for klaver
- D 643a Kvartetten "Das Grab"
- D 644 Eventyrspillet "Die Zauberharfe"
- D 645 Skitse til en lied med titlen "Abend" (ikke trykt)
- D 646 Lieden "Die Gebüsche"
- D 647 Syngespillet "Die Zwillingsbrüder"
- D 648 Ouverture i e-mol for orkester
- D 649 Lieden "Der Wanderer" (senere brugt som grundlag for Wanderer-Fantasie, D 760)
- D 650 Lieden "Abendbilder"

## D 651 – D 700
- D 651 Lieden "Himmelsfunken"
- D 652 Lieden "Das Mädchen"
- D 653 "Berthas Lied in der Nacht"
- D 654 Lieden "An die Freunde"
- D 655 Allegro i cis-mol for klaver
- D 656 "Sehnsucht", kvintet for mandskor
- D 657 Kvartetten "Ruhe, schönstes Glück der Erde"
- D 658 Lieden "Marie"
- D 659 Lieden "Hymne I"
- D 660 Lieden "Hymne II"
- D 661 Lieden "Hymne III"
- D 662 Lieden "Hymne IV"
- D 663 Lieden "Der 13. Psalm"
- D 664 Klaversonate nr. 13 i A-dur, opus posthumt 120
- D 665 Kvartetten "Im traulichen Kreise" (gået tabt)
- D 666 Trioen "Kantate zum Geburtstag des Sängers Johann Michael Vogl"
- D 667 Die Forelle, kvintet i A-dur for klaver og strygere, opus posthumt 114
- D 668 Ouverture i g-mol for klaverduet
- D 669 Lieden "Beim Winde"
- D 670 Lieden "Der Sternnachte"
- D 671 Lieden "Trost"
- D 672 Lieden "Nachtstück"
- D 673 Lieden "Die Liebende schreibt"
- D 674 Lieden "Prometheus"
- D 675 Ouverture i F-dur for klaverduet
- D 676 "Salve Regina" ("Drittes Offertorium") i A-dur for sopran og orkester
- D 677 Lieden "Die Götter Griechenlands"
- D 678 Messe nr. 5 i As-dur (findes i to versioner)
- D 679 To Ländler i Es-dur for klaver
- D 680 To Ländler i Des-dur for klaver
- D 681 Otte Ländler for klaver (ud af tolv, hvoraf de fire første er gået tabt)
- D 682 Lieden "Über allen Zauber Liebe" (ufuldendt)
- D 683 Lieden "Die Wolkenbraut (gået tabt)
- D 684 Lieden "Die Sterne"
- D 685 "Morgenlied", opus 4, nr. 2
- D 686 Lieden "Frühlingsglaube", opus 20, nr. 2; også kendt som "Foi au Printemps"
- D 687 Lieden "Nachthymne"
- D 688 "Vier Canzonen", fire lieder
- D 689 "Lazarus, oder Die Feier der Auferstehung", påskekantate (fragment)
- D 690 Lieden "Abendröte"
- D 691 Lieden "Die Vögel"
- D 692 Lieden "Der Knabe"
- D 693 Lieden "Der Fluß"
- D 694 Lieden "Der Schiffer"
- D 695 "Namenstagslied"
- D 696 Seks antifonale sange for blandet kor til indvielsen af palmebladene på palmesøndag
- D 697 Fem écossaises for klaver
- D 698 Lieden "Die Fräuleins Liebeslauschen"
- D 698 Lieden "Liebeslauschen"
- D 699 Lieden "Der entsühnte Orest"
- D 700 Lieden "Freiwilliges Versinken"

## D 701 – D 750
- D 701 Operaen "Sakuntala" (kun skitser til første og anden akt bevaret)
- D 702 Lieden "Der Jüngling auf dem Hügel", opus 8, nr. 1
- D 703 Allegro i c-mol for strygekvartet, nr. 12
- D 704 "Gesang der Geister über den Wassern", oktet for mandskor (ufuldendt skitse)
- D 705 "Gesang der Geister über den Wassern" for mandskor (anden skitse; slutversionen er D 714)
- D 706 "Der 23. Psalm" for kor med klaverakkompagnement
- D 707 Lieden "Der zürnenden Diana" (findes i to versioner)
- D 708 Lieden "Im Walde"
- D 708a Symfoniskitse i D-dur (skitser)
- D 709 Kvartetten "Frühlingsgesang"
- D 710 Kvartetten "Im Gegenwärtiigen Vergangenes"
- D 711 Lieden "Lob der Tränen", opus 13, nr. 2
- D 712 Lieden "Die gefangenen Sänger"
- D 713 Lieden "Der Unglückliche" (to versioner)
- D 714 "Gesang der Geister über den Wassern", oktet for fire tenorer og fire basser med strygerakkompagnement
- D 715 Lieden "Versunken"
- D 716 Lieden "Grenzen der Menschheit"
- D 717 Lieden "Suleika II", opus 31
- D 718 Variation over et tema af Diabelli
- D 719 Lieden "Geheimes", opus 14, nr. 2
- D 720 Lieden "Suleika I", opus 14, nr. 1
- D 721 Lieden "Mahomets Gesang" (anden version; første version er D 549) (fragment)
- D 722 "Deutscher Tanz" i Ges-dur for klaver
- D 723 Arie og duet til Ferdinand Hérolds opera Das Zauberglöckchen
- D 724 Kvartetten "Die Nachtigall"
- D 725 "Linde Lüfte wehen", duet for mezzosopran og tenor med klaverakkompagnement (fragment)
- D 726 Lieden "Mignon" ("Heiß mich nicht reden") (første version)
- D 727 Lieden "Mignon" ("So lasst mich scheinen") (tredje version)
- D 728 Lieden "Johanna Sebus" (fragment)
- D 729 Symfonifragment i E-dur
- D 730 "Tantum ergo" i B-dur for solister, kor og orkester
- D 731 Lieden "Der Blumen Schmerz"
- D 732 Operaen Alfonso und Estrella (tre akter)
- D 733 Tre "Marches militaires" for klaverduet, opus 51
- D 734 16 Ländler og to écossaises for klaver
- D 735 Galop og otte écossaises
- D 736 Lieden "Ihr Grab"
- D 737 Lieden "An die Leier"
- D 738 Lieden "Im Haine"
- D 739 "Tantum ergo" i C-dur for kor, orkester og orgel
- D 740 "Frühlingsgesang", lied for mandskor, opus 16, nr. 1
- D 741 Lieden "Sei mir gegrüßt!", opus 20, nr. 1
- D 742 Lieden "Der Wachtelschlag"
- D 743 Lieden "Selige Welt", opus 23, nr. 2
- D 744 Lieden "Schwanengesang", opus 23, nr. 3
- D 745 Lieden "Die Rose"
- D 746 Lieden "Am See"
- D 747 Kvartetten "Geist der Liebe", opus 11, nr. 3
- D 748 "Am Geburtstage des Kaisers" for solister, kor og orkester
- D 749 Lieden "An Herrn Josef von Spaun, Assessor in Linz (Epistel)"
- D 750 "Tantum ergo" i D-dur for kor, orkester og orgel

## D 751 – D 800
- D 751 Lieden "Die Liebe hat gelogen", opus 23, nr. 1
- D 752 Lieden "Nachtviolen"
- D 753 Lieden "Heliopolis"; også kaldt "Aus 'Heliopolis' I"
- D 754 Lieden "Im Hochgebirge"; også kaldt "Aus 'Heliopolis' II"
- D 755 Kyrie i a-mol (skitse)
- D 756 Lieden "Du liebst mich nicht" (findes i to versioner)
- D 757 "Gott in der Natur" for to sopraner og to alter med klaverakkompagnement
- D 758 Lieden "Todesmusik"
- D 759 Symfoni nr. 7 i h-mol, "Den ufuldendte" (to fuldendte satser og ni takter af en scherzo)
- D 759a Ouverture til Alfonso und Estrella
- D 760 Fantasi i C-dur, Wanderer-Fantasie, opus 15
- D 761 Lieden "Schatzgräbers Begehr", opus 22, nr. 2
- D 762 Lieden "Schwestergruß"
- D 763 Kvartetten "Geburtstaghymne"; også kaldt "Schicksalslenker" og "Des Tages Weihe"
- D 764 Lieden "Der Musensohn"
- D 765 Lieden "An die Entfernte"
- D 766 Lieden "Am Flusse"
- D 767 Lieden "Wilkommen und Abschied"
- D 768 Lieden "Wandrers Nachtlied II"
- D 769 To "Deutsche Tänze" for klaver
- D 769a Klaversonate i e-mol (fragment); tidligere kaldt D 994
- D 770 Lieden "Drang in die Ferne"
- D 771 Lieden Der Zwerg
- D 772 Lieden "Wehmut"
- D 773 Ouverture til Alfonso und Estrella (arrangement for klaverduet)
- D 774 Lieden "Auf dem Wasser zu singen", opus 72
- D 775 Lieden "Dass sie hier gewesen"
- D 776 Lieden "Du bist die Ruh"
- D 777 Lieden Lachen und Weinen
- D 778 Lieden "Griesengesang"
- D 778b Kvartetten "Ich hab in mich gesogen" (skitse)
- D 779 34 "Valses nobles et sentimentales" for klaver
- D 780 Seks Moments musicaux for klaver, opus 94
- D 781 12 (11) écossaises for klaver
- D 782 Écossaise i D-dur for klaver
- D 783 16 "Deutsche Tänze" og to écossaises for klaver
- D 784 Klaversonate nr. 14 i a-mol, opus posthumt 143
- D 785 Lieden "Der zürnende Barde"
- D 786 Lieden "Viola"
- D 787 Syngespillet Die Verschworenen i én akt
- D 788 Lieden "Die Mutter Erde"
- D 790 12 "Deutsche Tänze" (kaldt "Ländler") for klaver
- D 791 Skitser til operaen Rüdiger (ikke trykt)
- D 792 Lieden "Vergißmeinnicht"
- D 793 Lieden "Das Geheimnis"
- D 794 Lieden "Der Pilgrim"
- D 795 Liedcyklussen Die schöne Müllerin, der indeholder følgende lieder:
  - 1. "Das Wandern"
  - 2. "Wohin?"
  - 3. "Halt!"
  - 4. "Danksagung an den Bach"
  - 5. "Am Feierabend"
  - 6. "Der Neugierige"
  - 7. "Ungeduld"
  - 8. "Morgengruß"
  - 9. "Des Müllers Blumen"
  - 10. "Tränenregen"
  - 11. "Mein!"
  - 12. "Pause"
  - 13. "Mit dem grünen Lautenbande"
  - 14. "Der Jäger"
  - 15. "Eifersucht und Stolz"
  - 16. "Die liebe Farbe"
  - 17. "Die böse Farbe"
  - 18. "Trockne Blumen"
  - 19. "Der Müller und der Bach"
  - 20. "Des Baches Wiegenlied"
- D 796 Operaen Fierabras (tre akter)
- D 797 Ledsagemusik til Rosamunde, Fürstin von Cypern, opus 26
- D 798 Ouverture til Fierabras (arrangement for klaverduet)
- D 799 Lieden "Im Abendrot"
- D 800 Lieden "Der Einsame"

## D 801 – D 850
- D 801 Lieden "Dithyrambe"
- D 802 Introduktion & variationer over "Trockne Blumen", opus posthumt 160
- D 803 Oktet i F-dur for strygere og blæsere, opus 166
- D 804 Strygekvartet nr. 13 i a-mol, "Rosamunde", opus 29
- D 805 Lieden "Der Sieg"
- D 806 Lieden "Abendstern"
- D 807 Lieden "Auflösung"
- D 808 Lieden "Gondelfahrer"
- D 809 "Der Gondelfahrer", lied for mandskor, Op. 28
- D 810 Strygekvartet nr. 14 i d-mol, "Der Tod und das Mädchen"
- D 811 "Salve Regina" i C-dur for kvartet
- D 812 Sonate i C-dur for klaverduet, "Grand Duo", opus 140
- D 813 Otte variationer i As-dur for klaverduet over et originaltema
- D 814 Fire Ländler for klaverduet
- D 815 Kvartetten "Gebet"
- D 816 Tre écossaises for klaver
- D 817 "Ungarische Melodie" i h-mol for klaver
- D 818 "Divertissement à la hongroise" i g-mol for klaverduet, opus 54
- D 819 Seks "Grand Marches" og trioer for klaverduet
- D 820 Seks "Deutsche Tänze" for klaver
- D 821 Sonate i a-mol for klaver og arpeggione
- D 822 "Lied eines Kriegers" for bas med unisont kor
- D 823 "Divertissement" i e-mol for klaverduet (udgivet som "Andantino Varié")
- D 824 Seks polonæser for klaverduet
- D 825 "Wehmut", kvartet for mandskor
- D 825a Kvartetten "Ewige Liebe"
- D 825b Kvartetten "Flucht"
- D 826 Kvartetten "Der Tanz"
- D 827 Lieden "Nacht und Träume"
- D 828 Lieden "Die junge Nonne"
- D 829 Lieden "Abschied"
- D 830 "Lied der Anne"
- D 831 Lieden "Gesang der Norna"
- D 832 Lieden "Des Sängers Habe"
- D 833 Lieden "Der blinde Knabe"
- D 834 Lieden "Im Walde"
- D 835 Kvartetten "Bootgesang", opus 52, nr. 3
- D 836 Korværket "Coronach", opus 52, nr. 4
- D 837 Lieden "Ellens Gesang I", opus 52, nr. 1
- D 838 Lieden "Ellens Gesang II", opus 52, nr. 2
- D 839 Lieden "Ellens Gesang III", opus 52, nr. 6 (kendt som Ave Maria)
- D 840 Klaversonate nr. 15 i C-dur; også kaldt "Reliquie" (tredje og fjerde sats ufuldendte)
- D 841 To "Deutsche Tänze" for klaver
- D 842 Lieden "Totengräbers Heimweh"
- D 843 "Lied des gefangenen Jägers", opus 52, nr. 7
- D 844 Vals i G-dur; kaldt "Albumblatt"
- D 845 Klaversonate nr. 16 i a-mol, opus 42
- D 846 Lieden "Normans Gesang", opus 52, nr. 5
- D 847 Kvartetten "Trinklied aus dem XVI. Jahrhundert"
- D 848 Korværket "Nachtmusik", opus posthumt 156
- D 849 Symfoni (kendt som "Gmunden-Gastein". Vandmærket viser, at den er identisk med D 944, som var dateret forkert)
- D 850 Klaversonate nr. 17 i D-dur, opus 53

## D 851 – D 900
- D 851 Lieden "Das Heimweh"
- D 852 Lieden "Die Allmacht"
- D 853 Lieden "Auf der Bruck"
- D 854 Lieden "Fülle der Liebe"
- D 855 Lieden "Wiedersehn"
- D 856 Lieden "Abendlied für die Entfernte"
- D 857 Lieden "Delphine"
- D 858 March for klaverduet (tvivlsom, ikke udgivet)
- D 859 "Grande Marche funèbre à l'occasion de la mort de S. M. Alexandre I, Empereur de toutes les Russies" i c-mol for klaverduet
- D 860 Lieden "An mein Herz"
- D 861 Lieden "Der liebliche Stern"
- D 862 Lieden "Um Mitternacht"
- D 863 Lieden "An Gott" (gået tabt)
- D 864 Lieden "Das Totenhemdchen" (gået tabt)
- D 865 Kvartetten "Widerspruch"
- D 866 "Vier Refrain-Lieder"; omfatter følgende lieder:

1. "Die Unterscheidung"
2. "Bei dir allein"
3. "Die Männer sind máchant!"
4. "Irdisches Glück"

- D 867 "Wiegenlied"
- D 868 Lieden "Das Echo", opus posthumt 130
- D 869 Lieden "Totengräber-Weise"
- D 870 Lieden "Der Wanderer an den Mond"
- D 871 Lieden "Das Zügenglöcklein"
- D 872 "Gesange zur Feier des heiligen Opfers der Messe", også kaldt Deutsche Messe, for blandet kor, blæsere og orgel
- D 873 Kanon for seks stemmer i A-dur (ikke udgivet)
- D 873a Kvartetten "Nachklänge" (skitse)
- D 874 Skitse til lieden "O Quell, was strömst du rasch und wild" (ikke trykt)
- D 875 Kvintetten "Mondenschein"
- D 875a Kvartetten "Die Allmacht" (skitse)
- D 876 Lieden "Ich bin von aller Ruh' gescheiden"; også kaldt "Tiefes Leid" (originaltitel: "Im Jänner 1817")
- D 877 Fire lieder fra Goethes Wilhelm Meisters læreår:

1. "Mignon und der Harfner" ("Nur wer die Sehnsucht kennt") for to stemmer med klaverakkompagnement
2. "Lied der Mignon" ("Heiß mich nicht reden")
3. "Lied der Mignon" ("So laßt mich scheinen")
4. "Lied der Mignon" ("Nur wer die Sehnsucht kennt")

- D 878 Lieden "Am Fenster"
- D 879 Lieden "Sehnsucht"
- D 880 Lieden "Im Freien"
- D 881 Lieden "Fischerweise" (findes i to versioner)
- D 882 Lieden "Im Frühling"
- D 883 Lieden "Lebensmut"
- D 884 Lieden "Über Wildemann"
- D 885 "Grande March héroïque composée à l'occasion du Sacre de Sa Majesté Nicolas I, Empereur des toutes les Russies" i a-mol for klaverduet
- D 886 To "Marches caractéristiques" i C-dur for klaverduet
- D 887 Strygekvartet nr. 15 i G-dur, opus posthumt 161
- D 888 "Trinklied"
- D 889 Lieden "Ständchen" ("Horch! Horch! die Lerch!")
- D 890 "Hippolits Lied"
- D 891 Lieden "Gesang"; også kaldt "An Sylvia"
- D 892 Lieden "Nachthelle" for tenorsolo og mandskor med klaverakkompagnement
- D 893 Kvartetten "Grab und Mond"
- D 894 Klaversonate nr. 18 i G-dur, kaldt Fantasi, opus 78
- D 895 Rondo i h-mol for klaver og violin, opus 70 (udgivet som "Rondeau brillant")
- D 896 Skitse til lieden "Fröhliches Scheiden"
- D 897 Adagio i Es-dur for klavertrio; også kaldt Notturno
- D 898 Klavertrio nr. 1 i B-dur, opus 99
- D 899 Fire impromptuer for klaver, opus 90
- D 900 Allegretto i c-mol for klaver (fragment)

## D 901 – D 950
- D 901 Kvartetten "Wein und Liebe"
- D 902 "Drei Gesänge", opus 83:
  - 1. "L'incanto degli occhi"
  - 2. "Il traditor deluso"
  - 3. "Il modo di prender moglie"
- D 903 "Zur guten Nacht", lied med korakkompagnement
- D 904 Lieden "Alinde"
- D 905 Lieden "An die Laute"
- D 906 Lieden "Der Vater mit dem Kind"
- D 907 Lieden "Romanze des Richard Löwenherz"
- D 908 Variationer i C-dur over et tema fra Ferdinand Hérolds opera Marie
- D 909 "Jägers Liebeslied"
- D 910 "Schiffers Scheidelied"
- D 911 Liedcyklussen Winterreise; omfatter følgende lieder:
  - 1. "Gute Nacht"
  - 2. "Die Wetterfahne"
  - 3. "Gefror'ne Tränen"
  - 4. "Erstarrung"
  - 5. "Der Lindenbaum"
  - 6. "Wasserflut"
  - 7. "Auf dem Flusse"
  - 8. "Rückblick"
  - 9. "Irrlicht"
  - 10. "Rast" (findes i to versioner)
  - 11. "Frühlingstraum"
  - 12. "Einsamkeit" (findes i to versioner)
  - 13. "Die Post"
  - 14. "Der greise Kopf"
  - 15. "Die Krähe"
  - 16. "Letzte Hoffnung"
  - 17. "Im Dorfe"
  - 18. "Der stürmische Morgen"
  - 19. "Täuschung"
  - 20. "Der Wegweiser"
  - 21. "Das Wirtshaus"
  - 22. "Mut"
  - 23. "Die Nebensonnen"
  - 24. "Der Leiermann" (findes i to versioner)
- D 912 "Schlachtlied" for mandskor
- D 913 Kvartetten "Nachtgesang im Walde"
- D 914 Kvartetten "Frühlingslied"
- D 915 Allegretto i c-mol for klaver
- D 916 Kvartetten "Das stille Lied" (ikke trykt)
- D 916a
- D 916b Klaverstykke i C-dur; kaldt "Sonate oubliée" (skitse)
- D 916c Klaverstykke i c-mol (skitse)
- D 917 "Das Lied im Grünen"
- D 918 Operaen Der Graf von Gleichen (skitse; kun kordelen udgivet)
- D 919 "Frülingslied"
- D 920 "Ständchen" ("Zögernd leise"), kaldt "Notturno", for kontraaltsolo og kor med klaverakkompagnement (første version)
- D 921 "Ständchen" ("Zögernd leise"), kaldt "Notturno", for kontraaltsolo og kor med klaverakkompagnement (anden version)
- D 922 Lieden "Heimliches Lieben"
- D 923 Lieden "Eine altschottische Ballade" (findes i to versioner)
- D 924 12 "Grazer Walzer" for klaver
- D 925 "Grazer Galopp" for klaver
- D 926 Lieden "Das Weinen"
- D 927 Lieden "Vor meiner Wiege"
- D 928 "Kindermarsch" i G-dur for klaverduet
- D 929 Klavertrio nr. 2 i Es-dur, opus 100
- D 930 Trioen "Der Hochzeitsbraten"
- D 931 Lieden "Der Wallensteiner Lanzknecht beim Trunk"
- D 932 Lieden "Der Kreuzzug"
- D 933 Lieden "Des Fischers Liebesglück"
- D 934 Fantasi i C-dur for klaver og violin, opus posthumt 159
- D 935 Fire impromptuer for klaver, opus posthumt 142
- D 936 Sekstetten "Kantate zur Feier der Genesung des Fräulein Irene von Kiesewetter"
- D 936a Symfoniskitse i D-dur (findes i en fuldendt koncertversion med instrumentation af Brian Newbould og Peter Gülke)
- D 937 Lieden "Lebensmut" (fragment)
- D 938 Lieden "Der Winterabend"
- D 939 Lieden "Die Sterne"
- D 940 Fantasi i f-mol for klaverduet, opus posthumt 103
- D 941 Kvartetten "Hymnus an den heiligen Geist" (første version, gået tabt; anden version er D 948, tredje og endelige version er D 964)
- D 942 Lieden "Mirjams Siegesgesang" for sopransolo og kor med klaverakkompagnement
- D 943 Lieden "Auf dem Strom"
- D 944 Symfoni nr. 9 i C-dur, "Den store"
- D 944a "Deutscher Tanz" for klaver (gået tabt)
- D 945 Lieden "Herbst"
- D 946 Tre impromptuer for klaver; også kaldt "Drei Klavierstücke"
- D 947 Allegro i a-mol for klaverduet, kaldt "Lebensstürme", opus posthumt 144
- D 948 Kvartetten "Hymnus an den heiligen Geist" (anden version)
- D 949 Lieden "Widerschein"
- D 950 Messe nr. 6 i Es-dur for kvartet, blandet kor og orkester

## D 951 – D 965
- D 951 Rondo i As-dur for klaverduet
- D 952 Fuga i e-mol for orgel og klaverduet, opus posthumt 152
- D 953 "Der 92. Psalm, Lied für den Sabbath" for barytonsolo og kor
- D 954 Korværket "Glaube, Hoffnung und Liebe" med blæserakkompagnement
- D 955 Lieden "Glaube, Hoffnung und Liebe", opus 97
- D 956 Strygekvintet i C-dur for to violiner, bratsch og to celloer, opus posthumt 163
- D 957 Liedcyklussen Schwanengesang; omfatter følgende lieder:
  - "Liebesbotschaft"
  - "Kriegers Ahnung"
  - "Frühlingssehnsucht"
  - "Ständchen" (også kaldt "Serenade")
  - "Aufenhalt"
  - "In der Ferne"
  - "Abschied"
  - "Der Atlas"
  - "Ihr Bild"
  - "Das Fischermädchen"
  - "Die Stadt"
  - "Am Meer"
  - "Der Doppelgänger"
- D 958 Klaversonate i c-mol
- D 959 Klaversonate i A-dur
- D 960 Klaversonate i B-dur
- D 961 Andet "Benedictus" til Messe nr. 4 i C-dur, D 452, for kvartet, blandet kor, orkester og orgel
- D 962 "Tantum ergo" i Es-dur for kvartet, blandet kor og orkester
- D 963 "Offertorium" i B-dur for tenor, kor og orkester
- D 964 "Hymnus an den heiligen Geist" for otte mandsstemmer, solister og kor med blæserakkompagnement
- D 965 Lieden "Der Hirt auf dem Felsen" med klaver og klarinet eller cello, opus posthumt 129
- D 965a Lieden "Die Taubenpost"

## Udaterede værker: D 966 – D 992
- D 966 Fragment af et orkesterværk i D-dur
- D 966a Fragment af et orkesterværk i D-dur; nu D 71c
- D 966b Orkestrale skitser i A-dur
- D 967 Fuga i fire dele for klaver (skitse); nu D 37a
- D 968 Allegro moderato i C-dur og Andante i a-mol, kaldt "Sonatine", for klaverduet
- D 969 12 "Valses nobles et sentimentales" for klaver, opus 77
- D 970 Seks "Deutsche Tänze" for klaver
- D 971 Tre "Deutsche Tänze" for klaver
- D 972 Tre "Deutsche Tänze" for klaver
- D 973 Tre "Deutsche Tänze" for klaver
- D 974 To "Deutsche Tänze" for klaver
- D 975 "Deutsche Tanz" i D-dur for klaver
- D 976 "Cotillon" i Es-dur for klaver
- D 977 Otte écossaises for klaver
- D 978 Vals i As-dur for klaver
- D 979 Vals for klaver
- D 980 To valse for klaver
- D 980a
- D 980b
- D 980c
- D 980d
- D 980e
- D 980f March i G-dur for klaver
- D 981 Syngespillet Der Minnesänger (fragment) (gået tabt)
- D 982 Skitser til en opera med titlen Sophie
- D 983 Fire kvartetter, opus 17:
  - 1. "Jünglingswonne"
  - 2. "Liebe"
  - 3. "Zum Rundetanz"
  - 4. "Die Nacht"
- D 984 Kvartetten "Der Wintertag"
- D 985 Kvartetten "Gott im Ungewitter"
- D 986 Kvartetten "Gott der Weltschöpfer"
- D 987 Kvartetten "Osterlied"; nu D 168a
- D 988 Kanonen "Liebe säuseln die Blätter" for tre stemmer
- D 989 Lieden "Die Erde" (gået tabt)
- D 990 Lieden "Der Graf von Habsburg" (fragment)
- D 991 Lieden "O laßt euch froh begrüßen, Kinder der vergnügten Au" (fragment)
- D 992 Liedfragmentet "Wer wird sich nicht innig freuen"

## Ekstra: D 993 – D 998
- D 993 Fantasi i c-mol for klaver; nu D 2e (anden sektion, Andantino, minder om den tilsvarende sektion i Mozarts Fantasi, K 475)
- D 994 Allegro i e-mol for klaver; nu D 769a
- D 995 To menuetter for klaver (nu D 2d)
- D 996 Ouverture i D-dur for orkester; nu D 2a
- D 997 Symfonifragment i D-dur; nu D 2b
- D 998 Fragment af en strygekvartet i F-dur (?)